# Milaan-San Remo 1920
De wielerwedstrijd Milaan-San Remo 1920 werd verreden op 25 maart van dat jaar.
Het parcours van deze 13e editie was 286,5 kilometer lang. De winnaar legde de afstand af in 9 uur en 27 minuten. Van de 45 gestarte renners finishten er 23. De Italiaan Gaetano Belloni was de snelste. Twee uur na de aankomst van Belloni kwamen Giuseppe Canavesi, Carlo Giacchino en Emanuele Multedo als laatsten over de streep.

## Deelnemende ploegen
| Deelnemende teams | Deelnemende teams | Deelnemende teams | Deelnemende teams |
| ----------------- | ----------------- | ----------------- | ----------------- |
| JB Louvet         | Bianchi-Pirelli   | Peugeot           | Stucchi-Dunlop    |
| Gaia              | Gerbi             |                   |                   |

## Uitslag
| Plaats  | Naam                | Ploeg           | Tijd      |
| ------- | ------------------- | --------------- | --------- |
| Winnaar | Gaetano Belloni     | Bianchi-Pirelli | 9u27'00"  |
| 2       | Henri Pélissier     | JB Louvet       | z.t.      |
| 3       | Costante Girardengo | Stucchi-Dunlop  | z.t.      |
| 4       | Giuseppe Azzini     | Bianchi-Pirelli | z.t.      |
| 5       | Giovanni Brunero    | Legnano-Pirelli | z.t.      |
| 6       | Louis Luguet        | Bianchi-Pirelli | +15'00    |
| 7       | Francis Pélissier   | JB Louvet       | z.t.      |
| 8       | Ugo Agostoni        | Bianchi-Pirelli | +26'30    |
| 9       | Alfredo Sivocci     | Legnano-Pirelli | +34'00"   |
| 10      | Jean Alavoine       | Peugeot         | +41'00"   |
| 11      | Leopoldo Torricelli | Legnano-Pirelli | z.t.      |
| 12      | Emilio Petiva       | Gaia            | z.t.      |
| 13      | Giosue Lombardi     | Individueel     | z.t.      |
| 14      | Alfonso Calzolari   | Stucchi-Dunlop  | z.t.      |
| 15      | Giovanni Roncon     | Individueel     | +41'30"   |
| 16      | Paride Ferrari      | Legnano-Pirelli | +43'00"   |
| 17      | Luigi Annoni        | Stucchi-Dunlop  | z.t.      |
| 18      | Giovanni Gerbi      | Gerbi           | +1u07'00" |
| 19      | Antonio Buelli      | Individueel     | +1u13'00" |
| 20      | Edoardo Petiva      | Individueel     | +1u25'00" |

1907 · 1908 · 1909 · 1910 · 1911 · 1912 · 1913 · 1914 · 1915 · 1916 · 1917 · 1918 · 1919 · 1920 · 1921 · 1922 · 1923 · 1924 · 1925 · 1926 · 1927 · 1928 · 1929 · 1930 · 1931 · 1932 · 1933 · 1934 · 1935 · 1936 · 1937 · 1938 · 1939 · 1940 · 1941 · 1942 · 1943 · 1944 · 1945 · 1946 · 1947 · 1948 · 1949 · 1950 · 1951 · 1952 · 1953 · 1954 · 1955 · 1956 · 1957 · 1958 · 1959 · 1960 · 1961 · 1962 · 1963 · 1964 · 1965 · 1966 · 1967 · 1968 · 1969 · 1970 · 1971 · 1972 · 1973 · 1974 · 1975 · 1976 · 1977 · 1978 · 1979 · 1980 · 1981 · 1982 · 1983 · 1984 · 1985 · 1986 · 1987 · 1988 · 1989 · 1990 · 1991 · 1992 · 1993 · 1994 · 1995 · 1996 · 1997 · 1998 · 1999 · 2000 · 2001 · 2002 · 2003 · 2004 · 2005 · 2006 · 2007 · 2008 · 2009 · 2010 · 2011 · 2012 · 2013 · 2014 · 2015 · 2016 · 2017 · 2018 · 2019 · 2020 · 2021 · 2022 · 2023 · 2024 · 2025
Lijst van beklimmingen